# Béla Sárosi
Béla Sárosi (Budapest, 15 agosto 1919 – Saragozza, 15 giugno 1993) è stato un calciatore e allenatore di calcio ungherese, di ruolo centrocampista.

## Biografia
Era il fratello minore di György Sárosi (1912) e di László Sárosi (1913), nuotatore e giocatore di pallanuoto.

## Caratteristiche tecniche
Era un centromediano metodista abile palla al piede e nel gioco di testa, il suo possente fisico lo limitava nella velocità e nell'agilità.

## Carriera

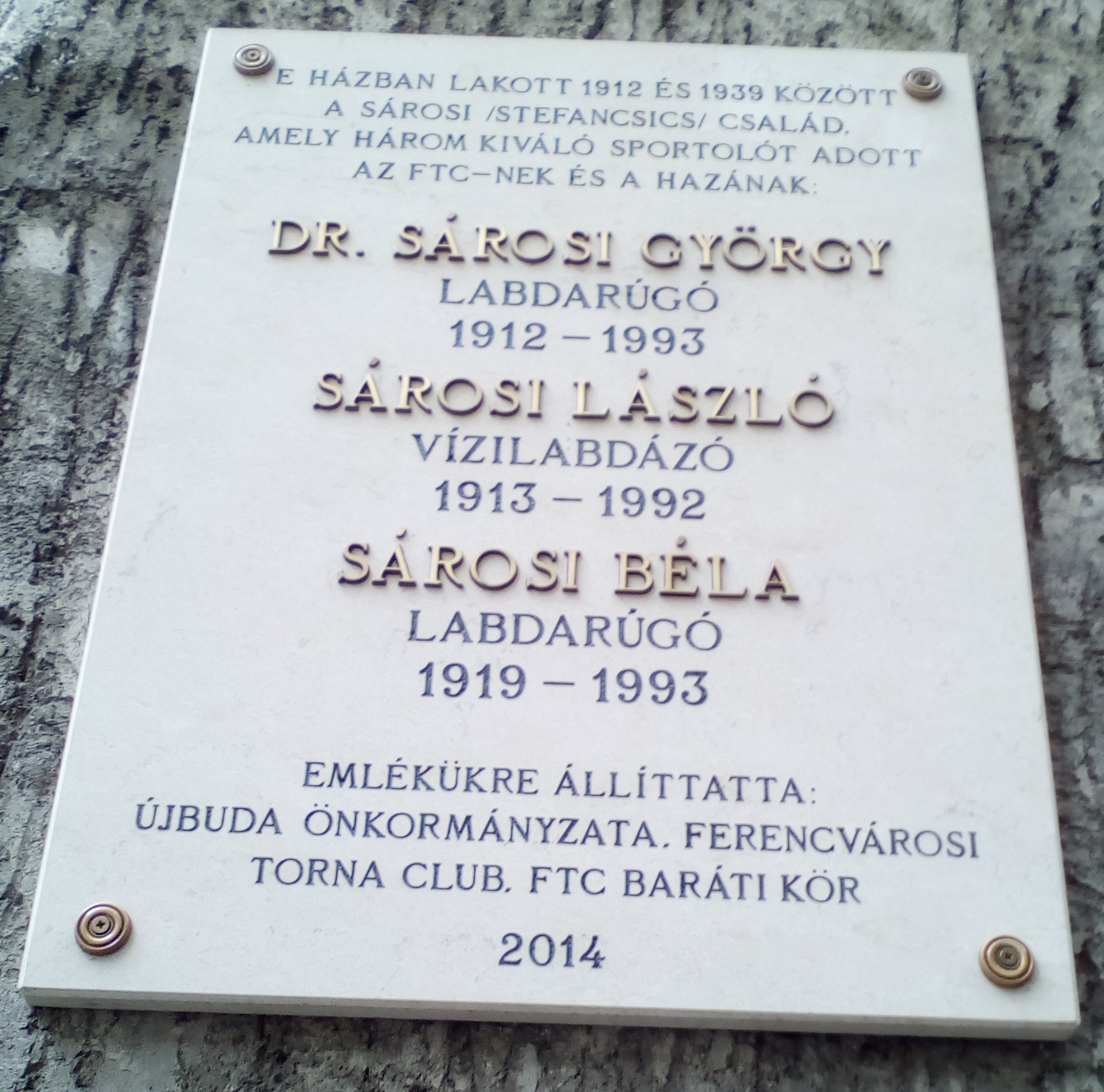

### Club
Dopo diversi campionati disputati in patria nel Ferencváros, che gli valsero anche una presenza continua in Nazionale, approdò in Italia al Bologna, dove rimase per tre stagioni (dal 1946 al 1949). Aveva lasciato la patria per motivi politici.
In seguito, quando il Bologna iniziò a giocare con il sistema, fu ceduto al Bari dove rimase per una stagione giocando 21 partite e segnando 2 gol. Nel 1950 giocò invece nel Hungaria FbC Roma, squadra formata solo da giocatori apolidi o di origine ungherese, che fece un tour in Colombia nel 1950: successivamente rimase a giocare lì per una stagione nell'Atlético Junior, nel periodo dell'El Dorado.
In seguito giocò per il Porto, Real Saragozza (dove divenne noto con il nome di Albert Sarosy Bus) e il Lugano.

#### Nazionale
Ha giocato in totale 25 partite con la Nazionale magiara, tutte prima del suo arrivo in Italia. Pur convocato per il Mondiali del 1938, debuttò in Nazionale solo l'anno seguente, il 16 marzo, in amichevole contro la Francia, partita terminata 2-2.

## Statistiche

### Cronologia presenze e reti in nazionale
| Cronologia completa delle presenze e delle reti in nazionale ― Ungheria | Cronologia completa delle presenze e delle reti in nazionale ― Ungheria | Cronologia completa delle presenze e delle reti in nazionale ― Ungheria | Cronologia completa delle presenze e delle reti in nazionale ― Ungheria | Cronologia completa delle presenze e delle reti in nazionale ― Ungheria | Cronologia completa delle presenze e delle reti in nazionale ― Ungheria | Cronologia completa delle presenze e delle reti in nazionale ― Ungheria | Cronologia completa delle presenze e delle reti in nazionale ― Ungheria |
| Data                                                                    | Città                                                                   | In casa                                                                 | Risultato                                                               | Ospiti                                                                  | Competizione                                                            | Reti                                                                    | Note                                                                    |
| ----------------------------------------------------------------------- | ----------------------------------------------------------------------- | ----------------------------------------------------------------------- | ----------------------------------------------------------------------- | ----------------------------------------------------------------------- | ----------------------------------------------------------------------- | ----------------------------------------------------------------------- | ----------------------------------------------------------------------- |
| 16-3-1939                                                               | Parigi                                                                  | Francia                                                                 | 2 – 2                                                                   | Ungheria                                                                | Amichevole                                                              | -                                                                       |                                                                         |
| 19-3-1939                                                               | Cork                                                                    | Irlanda                                                                 | 2 – 2                                                                   | Ungheria                                                                | Amichevole                                                              | -                                                                       |                                                                         |
| 2-4-1939                                                                | Zurigo                                                                  | Svizzera                                                                | 3 – 1                                                                   | Ungheria                                                                | Amichevole                                                              | -                                                                       |                                                                         |
| 24-9-1939                                                               | Budapest                                                                | Ungheria                                                                | 5 – 1                                                                   | Germania                                                                | Amichevole                                                              | -                                                                       |                                                                         |
| 22-10-1939                                                              | Bucarest                                                                | Romania                                                                 | 1 – 1                                                                   | Ungheria                                                                | Amichevole                                                              | -                                                                       |                                                                         |
| 12-11-1939                                                              | Belgrado                                                                | Jugoslavia                                                              | 0 – 2                                                                   | Ungheria                                                                | Amichevole                                                              | -                                                                       |                                                                         |
| 31-3-1940                                                               | Budapest                                                                | Ungheria                                                                | 3 – 0                                                                   | Svizzera                                                                | Amichevole                                                              | -                                                                       |                                                                         |
| 7-4-1940                                                                | Berlino                                                                 | Germania                                                                | 2 – 2                                                                   | Ungheria                                                                | Amichevole                                                              | 1                                                                       |                                                                         |
| 2-5-1940                                                                | Budapest                                                                | Ungheria                                                                | 1 – 0                                                                   | Croazia                                                                 | Amichevole                                                              | -                                                                       |                                                                         |
| 19-5-1940                                                               | Budapest                                                                | Ungheria                                                                | 2 – 0                                                                   | Romania                                                                 | Amichevole                                                              | -                                                                       |                                                                         |
| 29-9-1940                                                               | Budapest                                                                | Ungheria                                                                | 0 – 0                                                                   | Jugoslavia                                                              | Amichevole                                                              | -                                                                       |                                                                         |
| 6-10-1940                                                               | Budapest                                                                | Ungheria                                                                | 2 – 2                                                                   | Germania                                                                | Amichevole                                                              | -                                                                       |                                                                         |
| 1-12-1940                                                               | Genova                                                                  | Italia                                                                  | 1 – 1                                                                   | Ungheria                                                                | Amichevole                                                              | -                                                                       |                                                                         |
| 8-12-1940                                                               | Zagabria                                                                | Croazia                                                                 | 1 – 1                                                                   | Ungheria                                                                | Amichevole                                                              | -                                                                       |                                                                         |
| 23-3-1941                                                               | Belgrado                                                                | Jugoslavia                                                              | 1 – 1                                                                   | Ungheria                                                                | Amichevole                                                              | -                                                                       |                                                                         |
| 6-4-1941                                                                | Colonia                                                                 | Germania                                                                | 7 – 0                                                                   | Ungheria                                                                | Amichevole                                                              | -                                                                       |                                                                         |
| 14-6-1942                                                               | Budapest                                                                | Ungheria                                                                | 1 – 1                                                                   | Croazia                                                                 | Amichevole                                                              | -                                                                       |                                                                         |
| 1-11-1942                                                               | Budapest                                                                | Ungheria                                                                | 3 – 0                                                                   | Svizzera                                                                | Amichevole                                                              | -                                                                       |                                                                         |
| 16-5-1943                                                               | Ginevra                                                                 | Svizzera                                                                | 1 – 3                                                                   | Ungheria                                                                | Amichevole                                                              | -                                                                       | Cap.                                                                    |
| 6-6-1943                                                                | Sofia                                                                   | Bulgaria                                                                | 2 – 4                                                                   | Ungheria                                                                | Amichevole                                                              | -                                                                       | Cap.                                                                    |
| 12-9-1943                                                               | Stoccolma                                                               | Svezia                                                                  | 2 – 3                                                                   | Ungheria                                                                | Amichevole                                                              | -                                                                       | Cap.                                                                    |
| 15-9-1943                                                               | Helsinki                                                                | Finlandia                                                               | 0 – 3                                                                   | Ungheria                                                                | Amichevole                                                              | -                                                                       | Cap.                                                                    |
| 7-11-1943                                                               | Budapest                                                                | Ungheria                                                                | 2 – 7                                                                   | Svezia                                                                  | Amichevole                                                              | -                                                                       | Cap.                                                                    |
| 19-8-1945                                                               | Budapest                                                                | Ungheria                                                                | 2 – 0                                                                   | Austria                                                                 | Amichevole                                                              | -                                                                       |                                                                         |
| 30-9-1945                                                               | Budapest                                                                | Ungheria                                                                | 7 – 2                                                                   | Romania                                                                 | Amichevole                                                              | -                                                                       |                                                                         |
| Totale                                                                  |                                                                         | Presenze                                                                | 25                                                                      |                                                                         | Reti                                                                    | 1                                                                       |                                                                         |

## Palmarès

### Club

#### Competizioni nazionali
- Campionato ungherese: 3

Ferencváros: 1937-1938, 1939-1940, 1940-1941
- Coppa d'Ungheria: 3

Ferencváros: 1941-1942, 1942-1943, 1943-1944
- Lega Nazionale B: 1

Lugano: 1953-1954